# Service du Livre et de la Lecture
Pour les articles homonymes, voir SLL.
Le service du Livre et de la Lecture est un service de la direction générale des Médias et des Industries culturelles du ministère français de la Culture et de la Communication, chargé de l'application de la politique culturelle française en matière de bibliothèques et d'économie du livre (libraires, éditeurs...).

## Histoire

### Création
Le livre et la lecture ne sont pas compris dans les prérogatives du ministère des Affaires culturelles, à sa création en 1959. La direction est donc plus récente. C'est en 1975 qu'elle est créée sous le nom de « direction du Livre » (DL), par décret.

### Évolutions
Elle regroupe :
- le suivi des bibliothèques de lecture publique (dépendant auparavant du ministère de l'Éducation nationale) ;
- le suivi de l'édition (dépendant auparavant du ministère de l'Industrie) ;
- des compétences à propos de l'exportation du livre (dépendant auparavant du ministère des Affaires étrangères) ;
- le Centre national des lettres, déjà sous la tutelle du ministre de la Culture[2].

En 1981, la Bibliothèque nationale y est rattachée.
Elle prend le nom de « direction du Livre et de la Lecture » en 1982. La direction du Livre et de la Lecture est essentiellement constituée du bureau des affaires générales et de trois départements :
- le département des bibliothèques publiques et du développement de la lecture :
  - le bureau du développement de la lecture,
  - le bureau des bibliothèques territoriales ;
- le département des politiques documentaires et patrimoniales :
  - le bureau des politiques documentaires,
  - le bureau du patrimoine ;
- le département de l'économie du livre.

La disparition de la direction du Livre et de la Lecture a été envisagée dans la réorganisation du ministère de la Culture annoncée le 17 avril 2008. Le mois suivant, la ministre de la Culture et de la Communication, Christine Albanel, annonce le rattachement de la politique du livre et de la lecture à la nouvelle direction générale du Développement des médias et de l'Économie.
Le décret n° 2009-1393 du 11 novembre 2009 relatif aux missions et à l'organisation de l'administration centrale du ministère de la Culture et de la Communication supprime la direction du Livre et de la Lecture. Ses attributions sont reprises par la direction générale des Médias et des Industries culturelles, qui peut être assisté d'un adjoint chargé du livre et de la lecture. La direction du Livre et de la Lecture devient un service de la nouvelle direction générale, sous le nom de « service du Livre et de la Lecture ».

## Organisation
Le service du Livre et de la Lecture comprend : 
- le département des bibliothèques : 
  - le bureau de la lecture publique,
  - le bureau du patrimoine ;
- le département de l'économie du livre : 
  - le bureau de la régulation et des technologies,
  - le bureau de la création et de la diffusion ;
- le département des ressources et de l'action territoriale : 
  - le bureau des moyens et des territoires,
  - le bureau de la filière des professionnels des bibliothèques.

Il s'appuie dans chaque région sur des conseillers pour le Livre et la Lecture, au sein de chaque direction régionale des Affaires culturelles.
Le service est localisé dans l'immeuble des Bons-enfants, rue Saint-Honoré, dans le 1er arrondissement de Paris.

## Liste des directeurs
| Directeur                           | Décret de nomination | Décret de nomination |
| Direction du Livre                  | Direction du Livre   | Direction du Livre   |
| ----------------------------------- | -------------------- | -------------------- |
| Jean-Claude Groshens                | 23 décembre 1975     | [ 8 ]                |
| Pierre Vandevoorde                  | 27 février 1980      | [ 9 ]                |
| Direction du Livre et de la Lecture |                      |                      |
| Jean Gattégno                       | 27 octobre 1981      | [ 10 ]               |
| Évelyne Pisier                      | 2 novembre 1989      | [ 11 ]               |
| Jean-Sébastien Dupuit               | 26 mai 1993          | [ 12 ]               |
| Éric Gross                          | 5 mai 2003           | [ 13 ]               |
| Martine Marigeaud (par intérim)     | 21 juillet 2005      | [ 14 ]               |
| Benoît Yvert                        | 31 août 2005         | [ 15 ]               |
| Nicolas Georges (par intérim)       | 20 mai 2009          | [ 16 ]               |
| Service du Livre et de la Lecture   |                      |                      |
| Nicolas Georges                     | 13 janvier 2010      | [ 17 ]               |